# Ernest Sowah
Ernest Sowah (Accra, 31 de março de 1988) é um futebolista profissional ganês que atua como goleiro.

## Carreira
Ernest Sowah fez parte do elenco da Seleção Ganesa de Futebol na Campeonato Africano das Nações de 2015.

## Títulos
Gana
- Campeonato Africano das Nações: 2015 2º Lugar.